# Бондаренко Катерина Володимирівна
Катери́на Володи́мирівна Бондаре́нко (*8 серпня 1986, Кривий Ріг, УРСР, нині Україна) — українська тенісистка, заслужений майстер спорту. У Катерини є дві сестри: Валерія та Альона — також професійні тенісистки.  Почала грати в теніс в 4 роки. Тренувалася під керівництвом матері Наталії.
2004 року Катерина стала чемпіонкою Вімблдону серед юніорок, перемігши в фіналі сербку Ану Іванович. 
25 січня 2008 року сестри Альона і Катерина Бондаренко  виграли Відкритий чемпіонат Австралії з тенісу в парному розряді, обігравши у фіналі дует білоруски Вікторії Азаренко та представниці Ізраїлю Шахар Пеєр.
У 2012 році Катерина на деякий час покинула теніс через вагітність. Народивши дочку, вона повернулася 2014 року. 2017 року вона виграла турнір у Ташкенті — перша мама, що зуміла виграти турнір WTA після Кім Клейстерс.
Виступаючи за Україну в Fed Cup має співвідношення виграшів/поразок 22/9.

## Фінали  турнірів WTA

### Одиночні
| Результат | No. | Дата            | Турнір                             | Покриття | Фіналісти     | Рахунок             |
| Перемога  | 1.  | 15 червня, 2008 | Бірмінгем, Велика Британія         | Трава    | Яніна Вікмаєр | 7–6(7), 3–6, 7–6(4) |
| Перемога  | 2.  | 30 жовтня 2017  | Tashkent Open, Ташкент, Узбекистан | Хард     | Тімеа Бабош   | 6–4, 6–4            |

### Парний розряд: 11 (4 титули)
| Результат | В-П | Дата           | Турнір                                               | Поверхня | Партнерка         | Супротивниці                              | Рахунок          |
| --------- | --- | -------------- | ---------------------------------------------------- | -------- | ----------------- | ----------------------------------------- | ---------------- |
| Перемога  | 1-0 | 26 січня 2008  | Australian Open, Мельбурн, Австралія                 | Хард     | Альона Бондаренко | Вікторія Азаренко Шахар Пеєр              | 2–6, 6–1, 6–4    |
| Перемога  | 2-0 | 10 лютого 2008 | Open Gaz de France, Париж, Франція                   | Хард (i) | Альона Бондаренко | Владіміра Углірова Ева Грдінова           | 6–1, 6–4         |
| Поразка   | 2-1 | 16 січня 2009  | Moorilla Hobart International, Гобарт, Австралія (1) | Хард     | Альона Бондаренко | Хісела Дулко Флавія Пеннетта              | 2–6, 6–7(4–7)    |
| Поразка   | 2-2 | 6 липня 2009   | GDF Suez Grand Prix, Будапешт, Угорщина              | Ґрунт    | Альона Бондаренко | Аліса Клейбанова Моніка Нікулеску         | 4–6, 6–7(5–7)    |
| Перемога  | 3-2 | 13 липня 2009  | ECM Prague Open, Прага, Чехія                        | Ґрунт    | Альона Бондаренко | Івета Бенешова Барбора Заглавова-Стрицова | 6–1, 6–2         |
| Поразка   | 3-3 | 15 січня 2011  | Moorilla Hobart International, Гобарт, Австралія (2) | Хард     | Ліга Декмейєре    | Сара Еррані Роберта Вінчі                 | 3–6, 5–7         |
| Поразка   | 3-4 | 1 травня 2015  | Sparta Prague Open, Прага, Чехія                     | Ґрунт    | Ева Грдінова      | Белінда Бенчич Катеріна Сінякова          | 2–6, 2–6         |
| Поразка   | 3-5 | 27 серпня 2016 | Connecticut Open, Нью-Гейвен, США                    | Хард     | Чжуан Цзяжун      | Саня Мірза Моніка Нікулеску               | 5–7, 4–6         |
| Поразка   | 3-6 | Лют 2020       | Mexican Open, Акапулько                              | Хард     | Шерон Фічмен      | Дезіре Кравчик Джуліана Олмос             | 3–6, 6–7(5–7)    |
| Перемога  | 4-6 | Бер 2020       | Monterrey Open, Мехіко                               | Хард     | Шерон Фічмен      | Като Мію Ван Яфань                        | 4–6, 6–3, [10–7] |
| Поразка   | 4-7 | Лип 2021       | Poland Open, Варшава                                 | Ґрунт    | Катажина Пітер    | Ганна Даніліна Лідзія Марозава            | 3–6, 2–6         |

## Історія виступів на турнірах Великого шолома

### Одиночний розряд
| Турнір          | 2005 | 2006 | 2007 | 2008 | 2009 | 2010 | 2011 | 2012 | 2013 | 2014 | 2015 | 2016 | 2017 | 2018 | 2019 | 2020 | 2021 | 2022 | Усп    | В-П   | %   |
| --------------- | ---- | ---- | ---- | ---- | ---- | ---- | ---- | ---- | ---- | ---- | ---- | ---- | ---- | ---- | ---- | ---- | ---- | ---- | ------ | ----- | --- |
| Australian Open | Н    | К3Р  | К1Р  | 1к   | 3к   | 2к   | 1к   | 1к   | Н    | Н    | К2Р  | 3к   | 1к   | 3к   | Н    | 1к   | Н    | К2Р  | 0 / 9  | 7–9   | 44% |
| French Open     | Н    | Н    | 2к   | 1к   | 3к   | 2к   | 1к   | 1к   | Н    | К1Р  | К3Р  | 2к   | 1к   | 1к   | Н    | Н    | К1Р  | Н    | 0 / 9  | 5–9   | 36% |
| Wimbledon       | 1к   | 2к   | 1к   | 2к   | 2к   | 1к   | 3к   | 2к   | Н    | Н    | К2Р  | 1к   | 1к   | 1к   | Н    | ТН   | К2Р  | Н    | 0 / 11 | 6–11  | 35% |
| US Open         | К2Р  | К1Р  | 2к   | 1к   | ЧФ   | 2к   | 2к   | 1к   | Н    | Н    | 2к   | 3к   | К2Р  | 1к   | Н    | 2к   | Н    | Н    | 0 / 10 | 11–10 | 52% |
| Ви–Пр           | 0–1  | 1–1  | 2–3  | 1–4  | 9–4  | 3–4  | 3–4  | 1–4  | 0–0  | 0–0  | 1–1  | 5–4  | 0–3  | 2–4  | 0–0  | 0–1  | 0–0  | 0–0  | 0 / 39 | 29–39 | 43% |

### Парний розряд
| Турнір          | 2006 | 2007 | 2008 | 2009 | 2010 | 2011 | 2012 | 2013 | 2014 | 2015 | 2016 | 2017 | 2018 | 2019 | 2020 | 2021 | 2022 | В–П   |
| --------------- | ---- | ---- | ---- | ---- | ---- | ---- | ---- | ---- | ---- | ---- | ---- | ---- | ---- | ---- | ---- | ---- | ---- | ----- |
| Australian Open | Н    | 2к   | П    | 1к   | 1к   | 1к   | 1к   | Н    | Н    | Н    | 2к   | 1к   | 2к   | Н    | 1к   | 2к   | Н    | 11–10 |
| French Open     | Н    | 2к   | ПФ   | 2к   | ЧФ   | 1к   | 2к   | Н    | Н    | Н    | 1к   | 1к   | 2к   | Н    | 1к   | Н    | Н    | 12–10 |
| Wimbledon       | 1к   | 2к   | Н    | 1к   | 1к   | Н    | 1к   | Н    | Н    | Н    | 1к   | 2к   | 1к   | Н    | ТН   | Н    | Н    | 2–8   |
| US Open         | 2к   | 2к   | 3к   | 1к   | 2к   | 2к   | 1к   | Н    | Н    | 1к   | 1к   | 1к   | 1к   | Н    | Н    | 1к   | Н    | 6–22  |
| Ви–Пр           | 1–2  | 4–4  | 14–2 | 1–4  | 5–4  | 0–3  | 1–4  | 0–0  | 0–0  | 0–1  | 1–4  | 1–4  | 2–4  | 0–0  | 0–1  | 1-2  | 0–0  | 31–40 |

Наведена нижче таблиця допомагає розшифрувати умовні позначення в таблиці виступів тенісиста.
| Умовні позначення виступів | Умовні позначення виступів                | Умовні позначення виступів | Умовні позначення виступів |
| -------------------------- | ----------------------------------------- | -------------------------- | -------------------------- |
| В/У                        | Відношення виграшів до участі на турнірах | В-П                        | Виграш-Поразка             |
| ТН                         | Турнір не проводився                      | Н                          | Тенісист не брав участі    |
| КР                         | програв у кваліфікаційному турнірі        | #Р                         | попередні раунди турніру   |
| ЧФ                         | тенісист досяг чвертьфіналу               | ПФ                         | тенісист досяг півфіналу   |
| Ф                          | тенісист програв у фіналі                 | Ч                          | Чемпіон турніру            |